# Costantino II di Costantinopoli
Costantino II (in greco Κωνσταντῖνος Β΄?; ... – 7 ottobre 767) è stato un arcivescovo bizantino, patriarca ecumenico di Costantinopoli dal 754 al 766.

## Biografia
Secondo Teofane Confessore e altri cronisti, era vescovo di Syllaion; secondo il Synodicum Vetus, capitolo 150 (p. 124), fu, forse in precedenza, vescovo di Perge e fu, si dice, destituito dalla diocesi per la sua malcondotta. Sostenitore dell'iconoclastia, era uno degli stretti sostenitori dell'Imperatore Costantino V e ciò gli garantì la nomina a patriarca di Costantinopoli nel 754. L'Imperatore annunciò il nome del nuovo patriarca l'ultimo giorno del Concilio di Hieria, l'8 agosto 754.
Sotto il suo patriarcato, nel 755/756, il vescovo di Heliopolis, Niceta, fu anatemizzato Disse all'Imperatore che chiamare la Vergine Maria Christotokos sarebbe come cadere nell'eresia Nestoriana. Nel 762 l'Imperatore gli chiese di interrogare con un gruppo di altri iconoclasti il monaco iconodulo Stefano il Giovane, ma rifiutò sostenendo di aver già incontrato Stefano e di essere consapevole che non c'era modo per vincerlo.
Nel 766 Costantino, per ordine dell'Imperatore, salì sull'ambone innalzando la Vera Croce e giurò di fronte all'Imperatore che non avrebbe mai venerato le icone; fu poi costretto da Costantino V ad «abbandonare la vita monastica e a incoronarsi, e ancora a consumare carne e a sopportare la presenza di citaredi durante i banchetti dell'Imperatore». Nello stesso anno, fu, il 30 agosto, accusato di essere coinvolto in una congiura contro l'Imperatore e punito con l'esilio prima nel palazzo di Hieria e poi a Prinkipos. Poco tempo dopo, il 6 ottobre, fu riportato a Hagia Sophia dove vennero lette le accuse contro di lui e fu condannato prima a tortura e poi alla decapitazione al Kynegion, il 7 ottobre; fu sepolto a Pelagios. Fu anche anatemizzato, ricevendo il soprannome di "faccia scura".